# Parafia Miłosierdzia Bożego w Gródku
Parafia Miłosierdzia Bożego w Gródku – parafia rzymskokatolicka znajdująca się w diecezji pelplińskiej, w dekanacie Jeżewo.
Proboszczem parafii od 2023 roku jest ks. Andrzej Myszak.